# Nikiforos (Bischof)
Nikiforos (griechisch Νικηφόρος, * als Athanasios Archangelidis 1931 in Feres, Westthrakien, Griechenland; † 4. Oktober 2009 in Alexandroupoli) war Bischof der orthodoxen Kirche von Griechenland und Metropolit von Didymoticho, Orestiada und Soufli.

## Leben
Nikiforos studierte im Seminar von Chalki auf Heybeliada (Chalki), einer der Prinzeninseln im Marmarameer, und der Aristoteles-Universität Thessaloniki. 1956 wurde er zum Diakon geweiht; die Priesterweihe empfing er 1961. Er war zunächst Kaplan und Sekretär des Patriarchen von Konstantinopel Athenagoras, später Kaplan des Metropoliten von Thessaloniki und Veria sowie Professor am Lehrerkolleg Zarifeios Alexandroupoli. Anschließend war er längere Zeit Prediger in Alexandroupoli und Kanzler der Diözese von Alexandroupoli.
1988 wurde er zum  Metropoliten von Didymoticho, Orestiada und Soufli gewählt.
Bischof Nikiforos starb an einer unheilbaren Krankheit. Er wird am 6. Oktober 2009 in der Kirche Panagia in Eleftherotria, Didymoticho, beigesetzt.